# 古亭町
古亭町為臺灣日治時期臺北市的行政區，町名源自傳統聚落古亭（古亭村庄）。該町位於川端町之東、錦町之南、大安龍安坡之西、水道町之北。戰後劃入古亭區，今臺北市大安區古莊里、龍泉里及中正區的羅斯福路二段、三段周邊，包含西側和平西路一段牯嶺街以東、南昌街二段、晉江街東側之同安街、金門街一小部分，以及東側和平東路一段以南浦城街、師大路、龍泉街、雲和街、泰順街之一部份均在町內。

## 町內設施
- 台北高等學校（現台灣師範大學）
- 了覺寺（現十普寺）
- 古亭町市場
- 真言宗醍醐派醍醐教會台北教會所